# Bronzespiegel von Tuscania

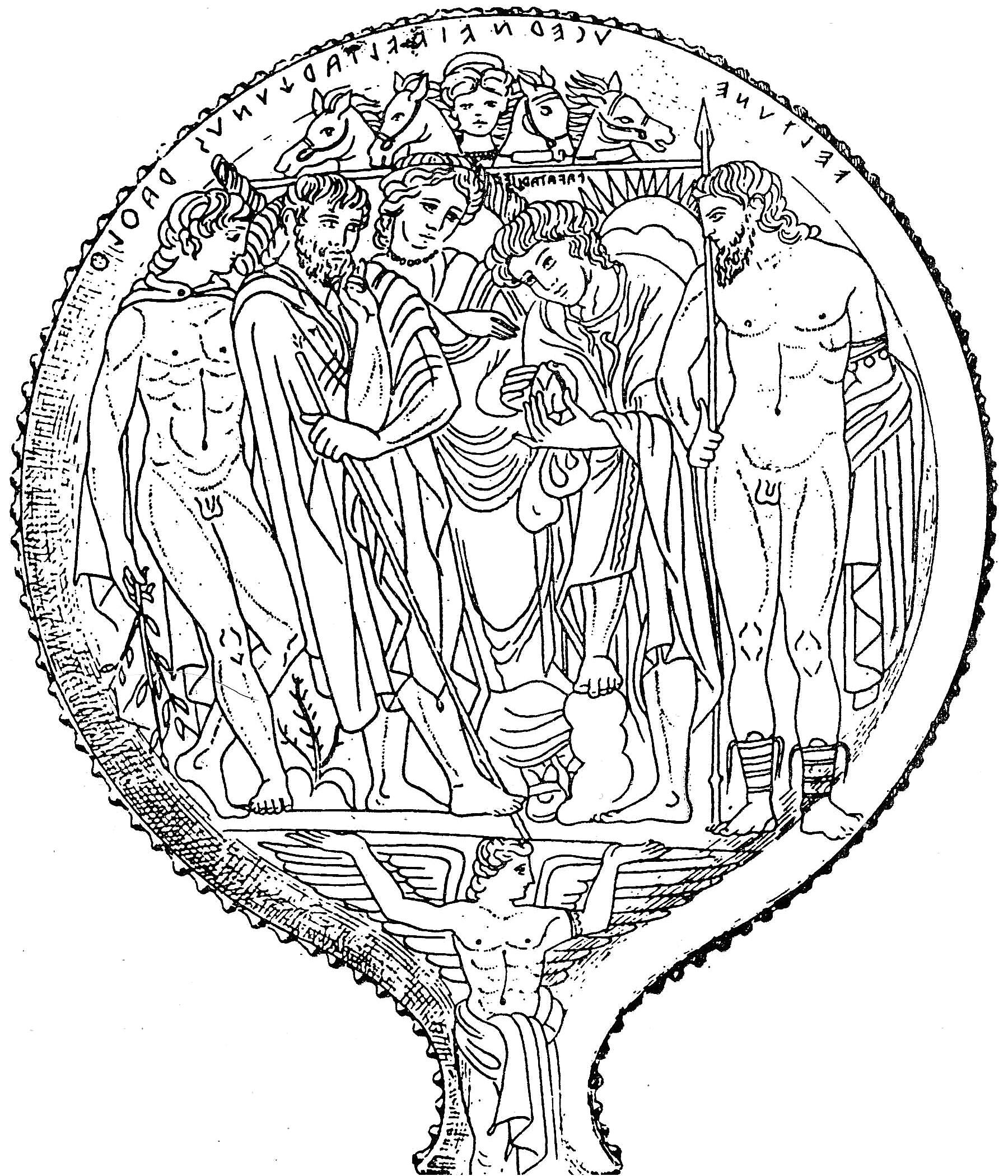
Der Bronzespiegel von Tuscania (Tarchon-Spiegel) aus dem 4. Jahrhundert v. Chr. (Nachzeichnung)

Der Bronzespiegel von Tuscania oder auch Tarchon-Spiegel ist ein etruskisches Artefakt aus dem 4. Jahrhundert v. Chr. und befindet sich heute im Archäologischen Nationalmuseum von Florenz. Der Spiegel wurde in Tuscania im Hinterland von Tarquinia (etruskisch Tarchna) gefunden und zeigt einen etruskischen Priester (Haruspex) bei der Leberschau. Der Spiegel scheint in Verbindung zu stehen mit Tarchon, dem legendären Gründer von Tarquinia.

## Beschreibung
Der junge Priester, der die Leberschau durchführt, trägt eine Toga, die über seinen vorgestreckten Arm fällt. Auf seinem Kopf ist der kegelförmige Priesterhut zu erkennen. Der linke Fuß steht erhöht auf einem Gesteinsbrocken. Sein Blick ist auf die Leber gerichtet, die er in der linken Hand hält und mit der rechten betastet. Hinter ihm erscheint teilweise durch eine Wolke verdeckt eine Sonnenscheibe mit Zacken.
Neben dem jungen Priester steht ein zweiter Priester, ebenfalls zu erkennen am Priesterhut, der nach hinten herunterhängt. Er trägt einen Bart und ist anscheinend älter als sein Kollege. In der linken Hand hält er als weiteres Priesterattribut einen langen Stab (Lituus), die rechte Hand ist zum Kinn erhoben. Wie bei allen anderen Beobachtern ist sein Blick auf die Leber gerichtet. Zwischen den beiden Priestern leicht nach hinten versetzt ist eine Frau zu sehen. Sie deutet mit der rechten Hand auf die Leber.
Am linken Bildrand neben dem älteren Priester steht ein junger Mann mit nackenlangen Haaren. Er ist unbekleidet bis auf einen Umhang, der durch eine Fibel am Hals zusammengehalten wird. In der herabhängenden Hand hält er einen Lorbeerzweig. Zwischen den beiden ist ein kleiner Fels mit einem Strauch zu sehen. Am rechten Bildrand steht ebenfalls ein fast unbekleideter Mann, der aber bärtig ist und in der rechten Hand eine Lanze trägt. Um den linken Arm hat er einen Umhang gewickelt.
Die gesamte Bildszene wird oben und unten durch horizontale Linien begrenzt. Die dadurch entstandenen Kreissegmente sind ebenfalls mit Bildmotiven gefüllt. Im oberen Feld sind in Frontalansicht vier Pferdeköpfe und ein weibliches Gesicht zu erkennen. Im unteren Feld erscheint ein männliches Flügelwesen mit nacktem Oberkörper, dessen Arme die untere Bildleiste abstützen.

## Inschriften
Am oberen Bildrand sind etruskische Schriftzeichen entsprechend den Schreibgewohnheiten der Etrusker spiegelverkehrt von rechts nach links eingeritzt. Die Inschriften bezeichnen die dargestellten Personen. Von rechts nach links steht:
VELTUNE UCERNEI AVL TARCHUNUS RATHLTH
Ganz rechts zu sehen ist daher Veltune (lat. Voltumna), der höchste Gott der Etrusker und Schutzgott des Heiligtums Fanum Voltumnae. Der sonst nicht bezeugte Name Ucernei bezieht sich auf die Frau in der Mitte. Der bärtige Priester ist Avle (lat. Aulus), der Sohn von Tarchun (lat. Tarchon), dem legendären Gründer von Tarquinia. Eher unwahrscheinlich ist, dass es sich bei dieser Person um Tarchun selbst handelt, da Avle auf einen Namen und Tarchunus auf einen Genitiv hinweist. Damit ergibt sich die Bedeutung Avle, (Sohn) des Tarchun. Die Person ganz links ist Rath, ein jugendlicher Apollon, der im Heiligtum von Pyrgi kultisch verehrt wurde. Über dem jungen Priester steht:
PAVA TARCHIES
Pava entspricht wohl dem römischen Bacchus und ist im Etruskischen synonym zur Gottheit Fufluns. Pava könnte aber auch Junge bedeuten. Tarchies ist bisher auf keiner Inschrift bezeugt. Gelegentlich wird eine Verbindung zwischen Tarchies und Tages vermutet, dem etruskischen Gott der Weisheit, der Tarchun die Kunst der Weissagung vermittelt haben soll. Dagegen spricht, dass Tages von Cicero als kindliches Wesen beschrieben wird, die Person auf dem Spiegel aber einen Mann darstellt. Zudem ist nicht Tarchun, sondern dessen Sohn Avle unter den Anwesenden.

## Deutung

Pava Tarchies bei der Leberschau. Im Hintergrund die beobachtende Ucernei und die aufgehende Sonne.

Offenbar findet die dargestellte Leberschau am frühen Morgen bei Sonnenaufgang statt. Dafür sprechen die aufgehende Sonne im Hintergrund und das Viergespann von Thesan, der Göttin der Morgenröte im oberen Feld. Der Flügeldämon im unteren Feld könnte die endende Nacht oder die Unterwelt darstellen. Ebenso denkbar ist, dass durch die stützende Haltung des Flügelwesens der mythische Charakter der Szene hervorgehoben werden soll. Die Leberschau wird anscheinend unter freiem Himmel durchgeführt. Darauf weisen die dargestellten Pflanzen und Felsbrocken hin. Die heroische Nacktheit der beiden Personen am Rand versinnbildlicht ihre Göttlichkeit. Rath verkörpert den geheiligten Ort, an dem das Ritual durchgeführt wird.
In einem Apollonhain spielt sich also in Gegenwart der Götter Rath und Veltune eine mythische Leberschau ab. Die beiden Priester Avile, Sohn des Tarchun, und Pava Tarchies sind für die Etrusker offenbar historische Personen eines in die Frühzeit zurückreichenden wichtigen Ereignisses und werden hier als mythische Gestalten dargestellt. In den Namen Tarchun und Tarchies verbirgt sich mit tarch der Kern des etruskischen Namens von Tarquinia. Daher könnte es sich bei der Szene um eine nicht überlieferte Variante des Gründungsmythos von Tarquinia oder ein anderes für die Stadt bedeutendes Ereignis handeln. Die Leberschau als wichtigste Kulthandlung, um mit den Göttern zu kommunizieren, steht im Mittelpunkt des Tarchon-Spiegels.
Es wird gelegentlich spekuliert, dass die Szene Tages zeigt, wie er Tarchun und dessen Frau Tanaquil in der Kunst der Leberschau unterweist. Tages galt als Sohn oder Enkel von Jupiter, dem der anwesende Gott Voltumna entspricht. In diesem Zusammenhang wird Pava als Kind übersetzt und Tarchies mit Tages gleichgesetzt.
Ucernei muss nicht der Name einer mythologischen Gestalt sein, sondern könnte auch der Name der Frau sein, der dieser Spiegel gehörte. Gewöhnlich erhielten etruskische Frauen solche Bronzespiegel zur Hochzeit als Geschenk. Nach ihrem Tod wurde ihnen dieser Spiegel in der Regel mit in das Grab gegeben. Vielleicht wird auf dem Spiegel gezeigt, wie zum Anlass der Hochzeit ein Haruspex, dargestellt in einem mythologischen Kontext, eine Leberschau durchführt und der Braut die Zeichen für ihre Ehe deutet.